# Paradoxe de Cantor
Pour les articles homonymes, voir Cantor.
Le paradoxe de Cantor, ou paradoxe du plus grand cardinal, est un paradoxe de la théorie des ensembles dont l'argument a été découvert par Georg Cantor dans les années 1890. On le trouve dans sa lettre adressée à David Hilbert, datée de 1897. Il est appelé ainsi par Bertrand Russell dans ses Principles of Mathematics de 1903. Le paradoxe énonce que l'existence d'un plus grand cardinal conduit à une contradiction. Dans une théorie des ensembles trop naïve, qui considèrerait que toute propriété définit un ensemble, ce paradoxe est bel et bien une antinomie, une contradiction déduite de la théorie, puisque le cardinal de la classe de tous les ensembles serait alors le plus grand cardinal. Mais ce n'en est pas une pour Cantor, qui n'a d'ailleurs jamais parlé de paradoxe. Pour lui, cela montre que le plus grand cardinal, s'il peut d'une certaine façon se définir, n'est pas un ensemble : reformulé en termes modernes et dans une théorie des ensembles axiomatique que ne connaissait pas Cantor, la classe des cardinaux n'est pas un ensemble.

## Le paradoxe
On peut déduire le paradoxe de deux façons. Pour toutes deux on utilise que tout ensemble a un cardinal et donc, implicitement, l'axiome du choix.
- On montre que la classe des cardinaux est équipotente à la classe des ordinaux, et donc le paradoxe de Cantor se ramène au paradoxe de Burali-Forti, il faut pour cela une forme du schéma d'axiomes de remplacement[2].
- On utilise le théorème de Cantor sur la cardinalité de l'ensemble des parties : si le plus grand cardinal est un ensemble, il a donc un ensemble des parties, qui a alors un cardinal strictement supérieur à ce plus grand cardinal.

## Paradoxe de Cantor et paradoxe de Russell
Pour Cantor tout ensemble pouvait être bien ordonné et avait un cardinal. Mais on peut éliminer tout appel à la notion de cardinal, et donc à l'axiome du choix dans le second raisonnement. Soit V la classe de tous les ensembles (dont le cardinal serait naturellement le plus grand cardinal). Si V est un ensemble, son ensemble des parties P(V) également. Donc P(V) ⊂ V, l'identité définit une injection de P(V) dans V et contredit le théorème de Cantor. On a en fait montré que la classe de tous les ensembles n'est pas un ensemble.
Sous cette forme, il est très proche du paradoxe de Russell, et celui-ci a d'ailleurs déclaré qu'il était arrivé à son paradoxe en analysant la preuve du théorème de Cantor. En adaptant la démonstration du théorème de Cantor à ce cas particulier, on construit une réciproque à gauche f de l'identité de P(V) dans V, et on considère l'ensemble {x ∈ V | x ∉ f(x)}, dont l'intersection avec P(V) est {x ∈ P(V) | x ∉ x}.
Le paradoxe de Russell a l'avantage d'être plus simple et de ne pas faire appel à l'ensemble des parties d'un ensemble, la seule propriété ensembliste est la compréhension non restreinte, qu'il utilise une seule fois, et qui est exactement la raison du paradoxe. Le paradoxe de Cantor utilise aussi la compréhension non restreinte, d'une façon analogue au paradoxe de Russell qui n'est pas correcte dans les théories des ensembles usuelles à la ZFC, mais aussi quand il affirme que l'ensemble des parties d'un ensemble est un ensemble, ce qui y est par contre licite (c'est l'axiome de l'ensemble des parties).

## Versions positives du paradoxe
On peut interpréter le paradoxe de Cantor dans la théorie des ensembles usuelle, pour montrer suivant les versions que la classe des cardinaux n'est pas un ensemble, ou que la classe V de tous les ensembles n'est pas un ensemble. Ceci est compatible avec l'analyse de Cantor (voir l'article sur le paradoxe de Burali-Forti).